# Зіяриди
Зіяриди (930—1092 роки) — династія, що утворила власну державу на території сучасного Ірану. Інша назва Дейлеміти. Основою її був Табаристан. Сформувалася внаслідок послаблення багдадського (Аббасидського) халіфату. деякий час панувала на значній території Персії, втім наприкінці X ст. зазнала поразок від Буїдів. Згодом її землі було поділено між державою Буїдів та нізаритами з Аламута.

## Історія
Засновником її був Мардавідж ібн Зіяр з Дейлема. Піднесення Мардавіджа відбулося в 927, коли він убив Асфара, військами якого командував. В цей час Багдадський халіфат переживав занепад через недолуге правління аль-Муктадіра. Тому Мардавідж зумів успішно діяти проти військ халіфа у центральній Персії. Вже до 931 року було захоплено Хамадан, Динавар, Кашан, Шираз, Ахваз та Ісфаган. Останній став столицею Зіяридів. Планувалося повністю відновити незалежність Персії у межах держави Сасанидів.
У 935 році внаслідок заколоту Мардавідж загинув. Років через 15 після його смерті володіння Зіяридів зменшилися і обмежувалися Горганом і Табаристаном. Новим правителем став брат Мардавідж — Вушмгір, що загинув на полюванні в 967. До того він переніс столицю до північноперського міста Рей, де він відчував себе більш впевнено. Проте було втрачено Хамадан і Ісфаган, які були швидко захоплені Буїдами. Почалися прикордонні конфлікти з Саманідами. У 938 році вдалося на не тривалий час повернути центральну Персію. Втім протягом 939—940 років війська зіяридів зазнали низки поразок від Саманідів. У 943 році було втрачено Рей. Під натиском Буїдів Вушмгір у 944 році уклав союз з Саманідами. До 950 року було остаточно втрачено області в західній та центральній Персії. Нащадки Вушмгіра, як васали Саманідів, боролися проти Буїдів за область навколо міста Рей.
Вушмгіру успадковував син Бісутун, що керував до 976. Втім він ступив у конфлікт з Саманідами, які підтримали його брата Кабуса, який протягом 970-990-х років вперто боровся з Буїдами за Табаристан. Він налагодив союзницькі стосунки з могутньою державою Махмуда Газневі, але у 1012 році Кабуса було повалено військовиками. Манучіхр. син Кабуса, визнав зверхність Газневідів. Переважно намагався зберегти владу в Табаристані, не втручаючись ззовні. Після його смерті у 1031 році династія Зіяридів остаточно занепала. На той час володіння династії зменшилися до округу навколо міста Акмол. Деякий час перебувала під зверхністю держави Сельджуків. У 1092 році рештки володінь Зіяридів було захоплено нізаритами з Аламута.

## Культура
Найбільшого розквіту й піднесення культура часів Зіяридів досягла за правління Кабуса. Також для цього Зіярида споруджено поховання Ґонбат-е-Кабус) за 3 км на північ від старовинного міста Ґорґан, яке тоді було столицею Зіяридів. Натепер входить до переліку Світової спадщини ЮНЕСКО. Двір Кабуса був центром науки та освіти, деякий час тут працював вчений Аль-Біруні, який присвятив свій твір «Хронологія» (1000 рік) Кабусу. Інший представник династії — Кей-Кабус — є автором твору «Кабус-наме», що започаткувало традицію автобіографій середньовічних близькосхідних володарів.

## Еміри (аміри)
- Мардавідж (928—935)
- Захір ад-Даула Абу Мансур Вушмгір (935—967)
- Захір ад-Даула Бісутун (967—978)
- Шамс ал-Маалі Кабус (978—981, 998—1012)
- Фалак ал-Маалі Манучіхр (1012—1029)
- Ануширван Шараф аль-Маалі (1029—1050)
- Унсурі Кей-Кавус (1050—1087)
- Гілан-шах (1087—1092)